# Namysłów
Namysłów là một thị trấn thuộc huyện Namysłowski, tỉnh Opolskie ở nam Ba Lan. Thị trấn có diện tích 23 km². Đến ngày 1 tháng 1 năm 2011, dân số của thị trấn là 16254 người và mật độ 719 người/km².